# Iperó (ort)
Iperó är en ort i Brasilien.   Den ligger i kommunen Iperó och delstaten São Paulo, i den sydöstra delen av landet, 800 km söder om huvudstaden Brasília. Iperó ligger 571 meter över havet och antalet invånare är 17 160.
Terrängen runt Iperó är huvudsakligen platt, men söderut är den kuperad. Runt Iperó är det ganska tätbefolkat, med 75 invånare per kvadratkilometer.. Närmaste större samhälle är Tatuí, 17,2 km väster om Iperó.
Omgivningarna runt Iperó är huvudsakligen savann.